# Rivière Nomans
Pour les articles homonymes, voir Nomans.
La rivière Nomans est un affluent de la rivière Inconnue située à Eeyou Istchee Baie-James, dans la région administrative du Nord-du-Québec, dans la province canadienne de Québec, au Canada.
Le cours de la rivière Nomans traverse les cantons de Montviel et de Monseignat.
Le bassin versant de la rivière Nomans est desservi par la route secondaire R1018 (sens Nord-Sud) venant de Matagami et qui enjambe la rivière Maicasagi à 14,7 km en amont de son embouchure. La surface de la rivière est habituellement gelée du début novembre à la mi-mai, toutefois la circulation sécuritaire sur la glace se fait généralement de la mi-novembre à la mi-avril.

## Géographie
Les principaux bassins versants voisins de la rivière Nomans sont :
- côté Nord : lac Maicasagi, rivière Maicasagi ;
- côté Est : rivière Inconnue (rivière Maicasagi), rivière la Trêve, rivière Caupichigau ;
- côté Sud : rivière Waswanipi, lac Waswanipi ;
- côté Ouest : lac au Goéland (rivière Waswanipi), rivière Waswanipi.

La rivière Nomans prend sa source à la confluence de deux ruisseaux de montagne. Cette source est située à :
- 4,9 km au Nord d’une courbe de la rivière Waswanipi ;
- 28,8 km au Sud-Est de l’embouchure de la rivière Nomans (confluence avec la rivière Inconnue (rivière Maicasagi)) ;
- 6,6 km au Nord-est du Lac au Goéland (rivière Waswanipi) ;
- 71,4 km au Sud-Est de l’embouchure du lac Matagami ;
- 236 km au Sud-Est de l’embouchure de la rivière Nottaway) ;
- 73,2 km au Nord-Est du centre-ville de Matagami.

À partir de l’embouchure du lac de tête, la « rivière Nomans » coule sur 42,7 km selon les segments suivants :
- 8,1 km vers le Nord-Est, en formant une grande courbe vers l’Ouest pour contourner une montagne, jusqu’à un ruisseau (venant du Nord) ;
- 6,6 km vers le Nord-Est en traversant une zone de marais en fin de segment, jusqu’à un ruisseau (venant du Sud) ;
- 12,4 km vers le Nord-Est en traversant une zone de marais en début de segment, jusqu’à la limite Sud du canton de Montseignat ;
- 15,6 km dans le canton de Montseignat vers le Nord-Est en zones de marais, puis vers l’Est, jusqu’à son embouchure[2].

La « rivière Nomans» se déverse sur la rive Ouest de la rivière Inconnue (rivière Maicasagi) laquelle vers le Nord pour aller se déverser sur la rive Sud de la rivière Maicasagi. Cette dernière coule vers l'Ouest jusqu'au lac Maicasagi lequel s'écoule au Sud-Ouest par le Sud-Ouest par le Passage Max dans le lac au Goéland. Ce dernier est traversé vers le Nord-Ouest par la rivière Waswanipi qui est un affluent du lac Matagami.
L’embouchure de la rivière Nomans située à :
- 5,0 km au Nord-Est de l’embouchure de la rivière Inconnue (rivière Maicasagi) (confluence avec la rivière Maicasagi) ;
- 19,8 km à l’Est de l’embouchure de la rivière Maicasagi ;
- 45,8 km au Nord-Est de l’embouchure du lac au Goéland (rivière Waswanipi) ;
- 65,1 km au Nord-Est de l’embouchure du Lac Olga (rivière Waswanipi) ;
- 36,3 km au Nord-Ouest du centre du village de Waswanipi ;
- 98 km au Nord-Est du centre-ville de Matagami.

## Toponymie
Le toponyme « rivière Nomans » a été officialisé le 5 décembre 1968 à la Commission de toponymie du Québec, soit à la création de cette commission